# Rasmus Højlund
Rasmus Winther Højlund (født 4. februar 2003) er en dansk fodboldspiller, der spiller som angriber for den engelske Premier League-klub Manchester United og det danske fodboldlandshold. Han har tidligere spillet i klubberne F.C. København, Sturm Graz og Atalanta B.C.
Manchester United betalte mellem 64 og 72 mio. pund til Atalanta for skiftet, hvilket gør Højlund til den dyreste danske fodboldspiller nogensinde.
Han er søn af Anders Højlund og storebror til tvillingerne Emil og Oscar Højlund.

## Klubkarriere

### Juniorhold
Som 11-årig spillede Højlund i Hørsholm-Usserød Idrætsklub. Året efter skiftede han til Brøndby IF og tre år senere skiftede han til FCK/KB. Samme år var Højlund med som statist i julekalenderen “Tidsrejsen”.

### FCK
Højlund spillede i FCK som ungdomsspiller, hvor han spillede på bl.a. klubbens U/19-hold. Han debuterede som ungdomsspiller som 17-årig for FCK's førstehold den 25. oktober 2020 i en kamp mod AGF, hvor han blev skiftet ind i overtiden. I december 2020 forlængede han kontrakten med FCK til 31. december 2023. Efter sommerpausen 2021 blev han rykket op i førsteholdstruppen.
Han scorede sine to første mål for FCK, da han den 29. juli 2021 blev skiftet ind i ved pausen i en kamp mod FC Tarpedo-BelAZ Zhodino i Conference League.
Ved vinterpausen 2021/22 havde Rasmus Højlund opnået i alt 31 kampe for FCK (19 i superligaen, 2 pokalkampe og 10 kampe i Conference League (med 5 scoringer)).

### Sturm Graz
Den 28. januar 2022 blev det offentliggjort, at Højlund havde indgået kontrakt med Sturm Graz til 2026. Højlund debuterede for Sturm Graz den 12. februar 2022 og scorede to mål i debuten.
Efter at have spillet i alt 21 kampe for Sturm Graz med 12 mål til følge i forårssæson 2022 og indledningen af efterårssæsonen 2022 skiftede han den 27. august 2022 til italienske Atalanta B.C., der angiveligt betalte 17 mio. euro for Højlund.

### Atalanta
Højlund scorede sit første mål for Atalanta den 5. september 2022 i en 2–0 udebanesejr over Monza.

### Manchester United F.C.
Den 29. juli 2023 blev det offentliggjort, at Højlund skiftede til den engelske Premier League-klub Manchester United F.C., der ifølge BBC betalte 64 millioner pund for Højlund med mulighed for yderligere 8 mio. pund, svarende til ca. 625 mio. danske kroner, hvilket gør Højlund til den dyreste danske fodboldspiller nogensinde.

## Landshold
Rasmus Højlund fik debut på U/16-landsholdet den 25. september 2018, på U/17-landsholdet den 4. august 2019 på U/19-landsholdet den 4. september 2021, hvor har indgik i startopstillingen mod Norge, hvor han scorede til stillingen 5-0.
Han debuterede for A-landsholdet den 22. september 2022, hvor han blev skiftet ind efter 60 minutter i 1-2 nederlaget til Kroatien i Nations League-turneringen. Han fik den 23. marts 2023 debut i startopstillingen mod Finland i EM-kvalifikationen for EM i 2024. Højlund lavede et hattrick i løbet af kampen, som endte 3-1 til Danmark.